# Théo Rasschaert
Théo Rasschaert (Deurne, 22 januari 1927) is een voormalig Belgisch syndicalist.

## Levensloop
Hij doorliep zijn secundaire studies aan het Koninklijk Atheneum van Antwerpen. In 1948 studeerde hij af als licentiaat economische en financiële wetenschappen aan de Rijkshandelshogeschool te Antwerpen. 
In 1951 ging hij aan de slag op de studiedienst van het ABVV. Vanuit deze hoedanigheid was hij lid van verschillende adviesraden, waaronder de Centrale Raad voor het Bedrijfsleven (CRB) en de Commissie voor de Nationale Rekeningen. In 1957-'58 was hij afgevaardigde voor het ABVV in de Belgische delegatie bij de onderhandelingen van het Verdrag van Rome.
In 1959 ging hij aan de slag als secretaris bij het CISL en in 1967 werd hij verkozen tot algemeen secretaris van het ETUS in opvolging van de Nederlander Harm Buiter. Hij bleef voorzitter na de omvormingen van het ETUS tot ECFTU en later het EVV. Hij bleef in functie tot in 1975.
Gerelateerde onderwerpen: Vakbond · Vakcentrale · Syndicalisme · Sociale zekerheid · Arbeid · Werkloosheid